# Hot in the Shade Tour
Hot in the Shade Tour är musikgruppen Kiss fjortonde turné och den sista med Eric Carr vid trummorna. Turnén startade den 4 maj 1990 och höll på till 9 november samma år och blev en stor succé.

## Spellista
1. I Stole your Love
2. Deuce
3. Heaven's On Fire
4. Rise To It
5. Fits Like A Glove
6. Crazy Crazy Nights
7. Strutter
8. Calling Dr. Love
9. Hide You Heart
10. Black Diamond
11. Shout It Out Loud
12. Lick It Up
13. Cold Gin
14. Forever
15. God Of Thunder
16. Under The Gun
17. I Love It Loud
18. Tears Are Falling
19. Love Gun
20. Detroit Rock City
21. I Want You
22. Rock and Roll All Nite

## Medlemmar
- Gene Simmons - sång, elbas
- Paul Stanley - sång, gitarr
- Eric Carr - trummor, sång
- Bruce Kulick - gitarr